# Ворота драконовых зубов
Ворота Драконовых зубов, или Лонг Йя Мэн (кит. упр. 龙牙门; пин. lóngyámén) — скалистые гранитные выступы, которые ранее возвышались при входе в гавань Кеппеля в Сингапуре. Драконовы зубы служили как навигационный ориентир для древних моряков, проходящих через бурные воды узкого пролива между ними. Эти скалы были обозначены на мореходных картах адмирала Чжэн Хэ времён династии Мин (郑和), а также в исторических морских записях Ван Даюаня, Ву Бей Чжи (武备志). Уникальные очертания Драконовых зубов служили Чжэн Хэ ориентиром в водах вокруг Сингапура во время его семи морских путешествий на запад между 1405 и 1433 годами. Окончательно скалистые выступы уничтожили британцы в 1848 году, чтобы расширить канал и создать возможность прохода для больших судов. В 2005 году сингапурское правительство построило символическую реплику у места их прежнего расположения, чтобы отметить выдающуюся роль ворот в морской истории Сингапура.

## История
Драконовы зубы были известны среди местных малайцев в древности как «Batu Berlayar» («Парусная скала»). Они располагались у современного Лабрадор-Парка, на съезде с дороги Пазир Панджанг. Другой скалистый выступ раньше находился на противоположном берегу Танджонг Рима на острове Сентоза. Эти две скалы образовывали ворота на западном входе в гавань Кеппеля. Более внушительную скалу британские моряки назвали «Лотова жена» — в память о жене племянника Авраама из библейской истории, которая превратилась в соляной столб, когда не выполнила божественного приказа не оглядываться на уничтожение Содома во время бегства из этого города.
В XIV веке китайский моряк и торговец Ван Даюань, вероятно, проходил через этот пролив. В путевом журнале он записал, что фуцзяньские моряки знали об этих двух скалистых выступах и называли их Лонг Йя Мэн, потому что они им напоминали парные столбики на носах их кораблей. Их моряки называли «Драконовы зубы».
Вход в гавань Кеппеля сотни лет использовали азиатские и первые европейские моряки и торговцы, проходя Сингапур. С 1405 по 1433 год Чжэн Хэ совершил семь путешествий в более чем тридцать стран, путешествуя с флотом до 300 кораблей по Тихому и Индийскому океанам, доходя до Персидского залива и Африки. Адмирал путешествовал по приказу китайского императора, чтобы наладить торговые отношения со странами к западу от Китая. Считается, что он посещал воды у современного Лабрадорского парка в Пазир Паджангу, хотя свидетельств о его высадке в Сингапуре нет. В XVII веке «Драконовы зубы» забросили в пользу широкого и глубокого Главного пролива, южнее Пулау Сата, где находится маяк Рафлз.
Когда сэр Стэмфорд Рафлз из Британской Ост-Индской компании высадился в Сингапуре в январе 1819 года, он ничего не знал о «Лотовой жене» или о глубоководной гавани за ней. Уильям Фарквар, первый британский наместник и комендант Сингапура, в письме Рафлзу от 2 сентября 1819 года пишет, что он нашёл новую гавань западнее поселения. Две скалы были в конце концов взорваны в августе 1848 года под руководством сюрвейера Проливных Поселений Джона Томсона, чтобы расширить вход в новую гавань.

## Память
В июле 2005 года у исходного местоположения ворот благодаря совместным усилиям Сингапурского туристического комитета, Управления морских дел и портов и Комитета национальных парков была установлена каменная реплика Лонг Йя Мэн высотой шесть метров. Это было частью трёхмесячного празднования 600-й годовщины первого путешествия Чжэн Хэ, которое началось в Нанкине (Китай). Табличка рассказывает о значении Лонг Йя Мэн для Сингапура. Рядом с репликой также установлена доска с историей Чжэн Хэ.
Изначально власти планировали заменить репликой красный маяк Берлейер. Однако Сингапурское историческое общество выступило против такого решения, заявив, что сам маяк является частью наследия и не может быть уничтожен, поскольку находится в Лабрадорском парке со времён Второй мировой войны. В итоге реплику построили в нескольких метрах от маяка. Власти надеются, что символическое сооружение поможет сохранить память о Лонг Йя Мэн, важной части морской истории Сингапура, для будущих поколений и для посетителей, знакомых с историческими путешествиями Чжэн Хэ.